# Mateusz Zuberbier
Mateusz Jakub Zuberbier (ur. 1838 w Warszawie, zm. 18 grudnia 1897 tamże) – polski tancerz, baletmistrz, artysta Warszawskich Teatrów Rządowych.
Był synem Edwarda, a prawdopodobnie bratem Wandy z Zuberbierów Lesiewskiej (ur. ok. 1842, zm. 14 marca 1885), również tancerki. Już jako uczeń szkoły baletowej w Warszawie debiutował na scenie – w przedstawieniu Bal kostiumowy dzieci (4 stycznia 1852). Od stycznia 1857 był tancerzem charakterystycznym w zespole Warszawskich Teatrów Rządowych, gdzie pracował do końca życia, w 1892 obchodząc jubileusz 35-lecia pracy artystycznej. Cieszył się opinią dobrego wykonawcy "tańców swojskich ludowych", szczególnie mazurów, co odnotował we wspomnieniach weteran warszawskiej sceny Władysław Krogulski. Dla występujących w warszawskich teatrzykach ogrodowych zespołów z prowincji opracowywał tańce i sceny baletowe w przedstawieniach wodewilowych i operetkowych (m.in. Budnik, 1887, teatrzyk Alhambra; Koronkowa chusteczka, 1890, teatrzyk Belle Vue; Podróż po Warszawie, 1895, teatrzyk Wodewil). Krogulski podkreślał jego zasługi dla "rozpowszechnienia dobrego tańca na scenach prowincjonalnych". Zuberbier był także nauczycielem tańca, należał do Archikonfraterni Literackiej.
Był żonaty (od 15 lutego 1863) z Emilią Stusińską, miał syna Romana Eugeniusza (ur. 8 stycznia 1868, zm. 12 lutego 1944), który występował jako tancerz w przedstawieniach do choreografii ojca, a od 1920 prowadził szkołę tańca w Warszawie.
Mateusz Zuberbier został pochowany na Starych Powązkach, pogrzeb odbył się 21 grudnia 1897 z kościoła św. Krzyża w Warszawie.